# Lasiosticha canilinea
Lasiosticha canilinea là một loài bướm đêm thuộc họ Pyralidae. Nó được tìm thấy ở Úc.